# Жемганг (дзонгхаг)

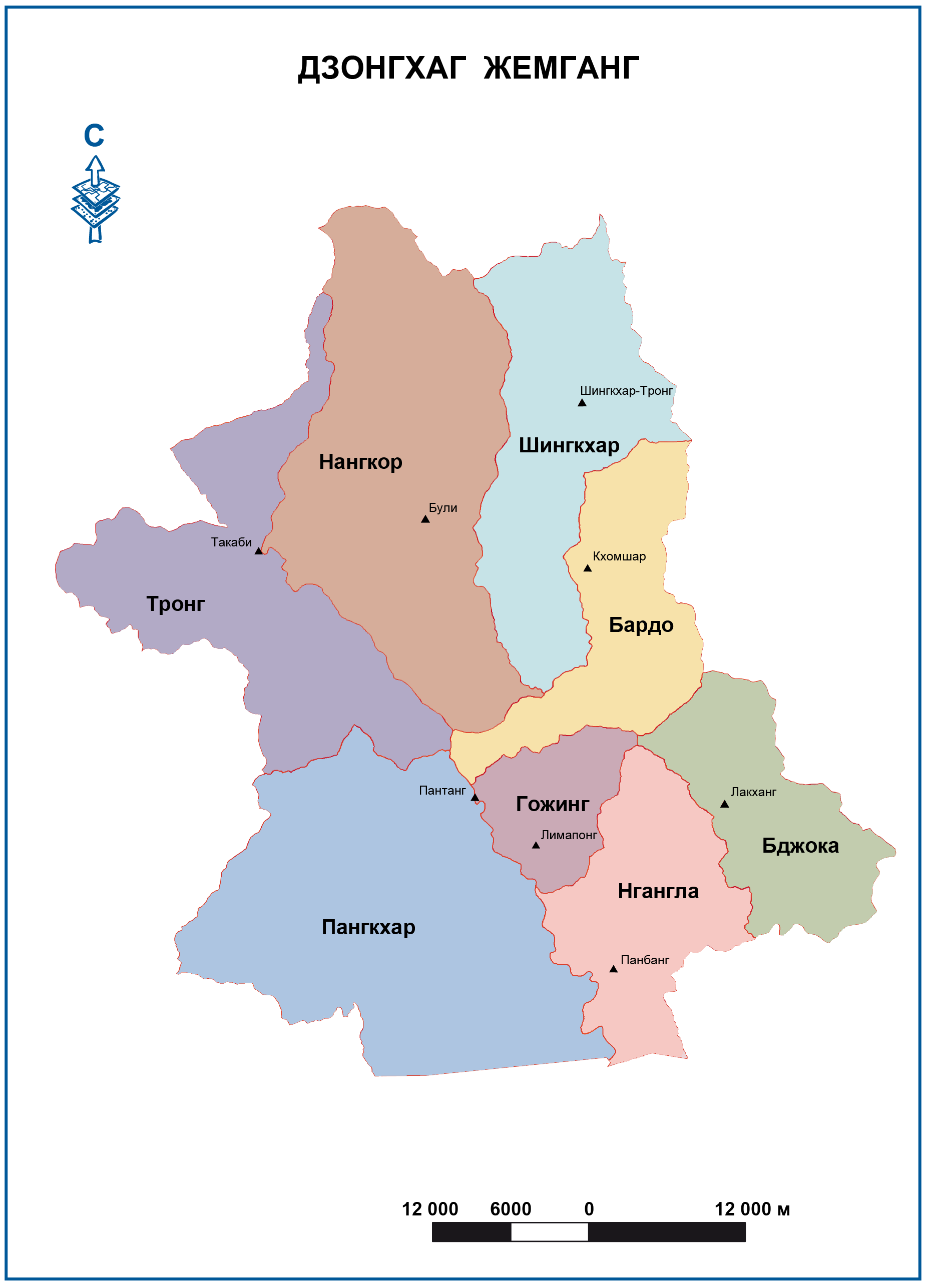
Гевоги дзонгхагу Жемганг

Жемганг, раніше Шемганг (дзонґ-ке གཞམས་སྒང་རྫོང་ཁག་, Вайлі Gzhams-sgang rdzong-khag) — дзонгхаг у Бутані, відноситься до Південного дзонгдею. Адміністративний центр — Жемганг.
На території дзонгхага частково знаходиться національний парк Тхрумшінг, а такі населені пункти, як Гонпху та Пангкха, розташовані прямо на території цього національного парку.
Дзонгхаг не виходить до кордону з Індією (Асамом), а відділяється вузькою смугою, що належить іншим дзонгхагам.
У 2003 році в Жемганзі пройшла збройна операція Бутану проти асамського опору.

## Адміністративний поділ
До складу дзонгхага входять 8 гевогів:
| - Бардо - Бджока - Гожінг - Нангкор | - Нгангла - Пангкхар - Тронг - Шінгкхар |